# عبد القادر زيبق
عبد القادر زيبق من مواليد 3 يناير 1923 في قصر البخاري ، بالقرب من المدية ، الجزائر ، هو سياسي جزائري ، عضو في جبهة التحرير الوطني . توفي في 23 نوفمبر 1986 في الجزائر العاصمة عن عمر يناهز 63 عامًا، في منزله في 04 ، شارع محمد الخامس - عقب حادث سيارته في عام 1979. تم دفنه في مقبرة العالية.
تخرج من المعهد الصناعي بالجزائر العاصمة عام 1947 ، مهندس بالمعهد الفني الكهربائي في غرونوبل في عام 1950 . عضو اللجنة المركزية لجبهة التحرير الوطني. عضو اللجنة الأولمبية الجزائرية.

## وظائف
- 1962 - 1963 ، الأمين العام لحكومة بن بلة الأولى
- 1963 - 1963 ، نائب كاتب الدولة لدى رئاسة المجلس، المكلف عن البريد والاتصالات.
- 1963 - 1964 ، وزير البريد والاتصالات.
- 1964 - 1965 ، وزير البريد والاتصالات والأشغال العامة والنقل.
- 1965 - 1970 ، وزير البريد والاتصالات.
- 1970 - 1977 ، وزير الأشغال العامة والإسكان والتشييد والهيدروليكا.
- 1977 - 1982 ، عضو المجلس الوطني الشعبي .